# او-انیسیدین
او-انیسیدین (به انگلیسی: O-Anisidine) با فرمول شیمیایی C7H9NO یک ترکیب شیمیایی است. که جرم مولی آن ۱۲۳٫۱۵ گرم بر مول می‌باشد. شکل ظاهری این ترکیب، yellow liquid turns brown upon exposure to air است.